# Lech Koziejowski

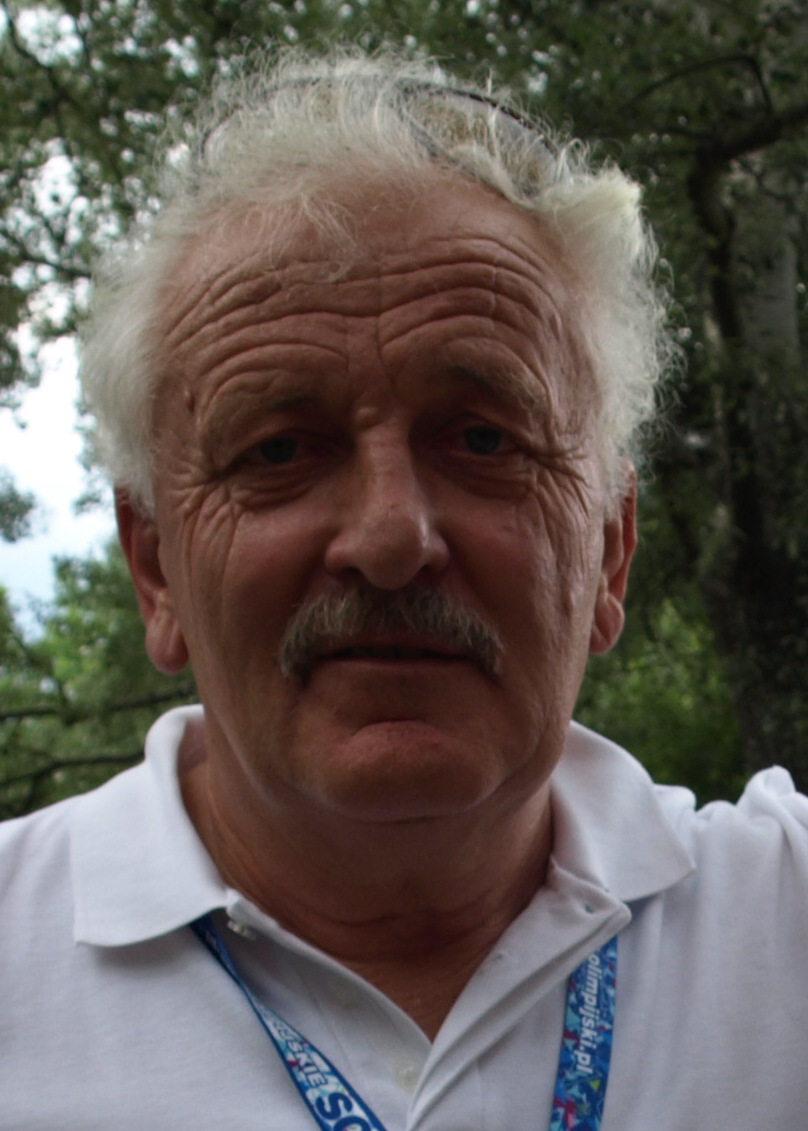
Lech Koziejowski, 2013

Lech Koziejowski (* 3. April 1949 in Warschau) ist ein ehemaliger polnischer Florettfechter und Olympiasieger.

## Leben
Koziejowski stand erstmals bei den Fechtweltmeisterschaften 1969 in der polnischen Equipe. In der Besetzung Ryszard Parulski, Lech Koziejowski, Jerzy Kaczmarek, Marek Dąbrowski und Witold Woyda unterlag die Mannschaft erst im Finale gegen die sowjetische Equipe. 1971 in Wien erreichten Witold Woyda, Marek Dąbrowski, Jerzy Kaczmarek, Lech Koziejowski und Adam Lisewski erneut das WM-Finale und unterlagen diesmal der französischen Mannschaft.
Bei den Olympischen Spielen in München kämpfte sich die polnische Mannschaft mit Marek Dąbrowski, Jerzy Kaczmarek, Lech Koziejowski, Witold Woyda und Arkadiusz Godel bis ins Finale durch und gewann dort gegen die sowjetische Equipe die Goldmedaille. Ein Jahr später erhielt die polnische Mannschaft bei den Fechtweltmeisterschaften 1973 in der Besetzung Marek Dąbrowski, Witold Woyda, Leszek Martewicz, Lech Koziejowski und Arkadiusz Godel die Bronzemedaille. Im Jahr darauf erreichten bei den Fechtweltmeisterschaften 1974 in Grenoble Marek Dąbrowski, Lech Koziejowski, Jerzy Kaczmarek und Ziemowit Wojciechowski das Finale und unterlagen dort gegen das sowjetische Team.
Bei den Olympischen Spielen 1976 in Montreal belegte Koziejowski mit der polnischen Mannschaft den fünften Platz. Vier Jahre später bei den Olympischen Spielen in Moskau erreichte er in der Einzelwertung den fünften Platz und gewann die Bronzemedaille mit der Mannschaft in der Besetzung Lech Koziejowski, Adam Robak, Marian Sypniewski und Bogusław Zych.